# Apohyale perieri
Apohyale perieri is een vlokreeftensoort uit de familie van de Hyalidae. De wetenschappelijke naam van de soort is voor het eerst geldig gepubliceerd in 1849 door Lucas.